# Peneket
Peneket is een bestuurslaag in het regentschap Kebumen van de provincie Midden-Java, Indonesië. Peneket telt 1379 inwoners (volkstelling 2010).